# Libro d'Ore Torriani

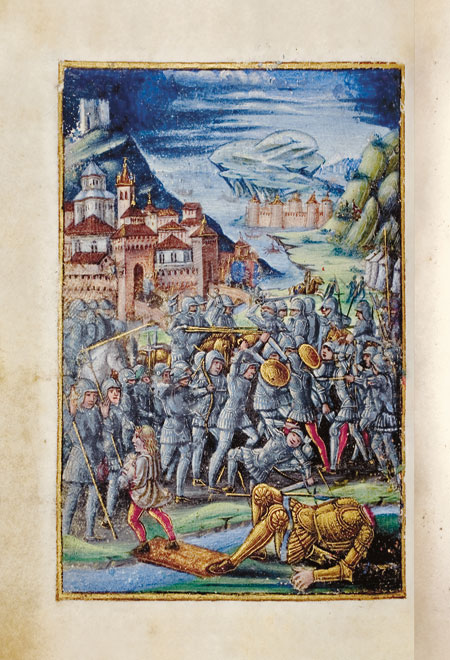
Davide uccide Golia, Ore Torriani

Il Libro d'Ore Torriani è un manoscritto conservato presso il Castello di Chantilly (Musée Condé MS 83). Si tratta di un'importante opera della miniatura lombarda del XV secolo.

## Storia
La committenza del codice si deve ai Torriani, antica e illustre famiglia lombarda che resse per qualche tempo la signoria di Milano. Confermano la provenienza milanese elementi come la presenza di santi locali nel calendario e l'immagine della chiesa di Santa Maria Maggiore, antica cattedrale della città, sormontata da una statua di Ambrogio da Milano. Le piccole dimensioni del volume (6,5x8,2 cm) lasciano inoltre ipotizzare una destinazione femminile del libro, forse una dama della corte di Ludovico Sforza.

## Descrizione
Il manoscritto comprende trenta miniature: dodici illustrano il calendario e diciotto gli uffici della Vergine, di cui sei a piena pagina e dodici iniziali istoriate con architetture di fantasia da cui si dipartono racemi floreali recanti putti, uccelli e conigli. 
Il corredo illustrativo può essere ricondotto alla bottega milanese diretta da Giovanni Ambrogio de Predis: un prestigioso atelier la cui produzione appare aggiornata sugli esiti più recenti della pittura lombarda di fine Quattrocento, e segnatamente di Leonardo da Vinci, con cui de Predis collaborò nel 1483 alla Vergine delle Rocce. La decorazione dei margini, ispirata ai codici franco-fiamminghi, e costituita da tralci fioriti, animali e gioielli dipinti con attenta resa naturalistica, si deve al giovane Matteo da Milano, uno dei più importanti miniatori di origine milanese, che fu in seguito al servizio delle più celebri famiglie regnanti d'Italia, dai Ghislieri agli Estensi, ai Medici.

### Legatura
Il Libro d'Ore Torriani è uno dei pochi manoscritti dell'epoca ad aver conservato la legatura originale, e ciò lo rende un oggetto di eccezionale rarità. I due piatti, in argento filigranato e dorato, sono arricchiti di cammei in avorio e madreperla, raffiguranti Santa Caterina e Santa Lucia circondate da cherubini. All'interno dei piatti sono inseriti quattordici smalti dipinti, raffiguranti il Bacio di Giuda, l'Andata al Calvario e dodici busti di Santi.